# Чак Лоррі
Чак Лоррі (англ. Chuck Lorre; нар. 18 жовтня 1952 року) — американський сценарист, продюсер і композитор, творець ситкомів «Грейс у вогні», «Сибилл», «Дарма і Грег», «Дві з половиною чоловіки», «Теорія великого вибуху» і «Матуся».

## Біографія
Чак Лоррі (при народженні Чарльз Майкл Левін) (змінив ім'я в 28 років) народився в Х'юстоні, штат Техас.
Дитинство Лоррі пройшло в містечку Плейнвью, штат Нью-Йорк. Батько Чака володів невеликим кафе. За словами Лоррі, справи у батька не клеїлися, сім'я переживала фінансові труднощі, які заподіювали біль матері. Сам Лоррі згадував, що «гнів матері складав більшу частину того, чим вона була» (My dad struggled, and it hurt her very much. Anger was a big part of who she was). Приблизно в 1970-му батько залишив бізнес і, за словами Чака, через шість років помер з абсолютно «розбитим серцем» (brokenhearted).
У 1970 році Лоррі поступив в Університет штату Нью-Йорк у Потсдамі, де, за власним визнанням, «спеціалізувався на рок-н-рол, „косяку“ та ЛСД», до тих пір, поки не кинув у 1972-му році навчання заради занять музикою. Наступні десять років він їздить по країні, виступаючи на концертах в якості найманого гітариста.
До 1986 році Лоррі вирішує змінити рід діяльності. Він відмовляється від кар'єри музиканта і починає писати тексти спочатку для анімаційних мультсеріалів, а потім, спираючись на набутий досвід, і для ситкомів.
Він написав пісню «French Kissin' in the USA» з сольного альбому «Rockbird» Дебори Харрі, що стала згодом радіо-хітом. Також є композитором мультсеріалу «Черепашки мутанти ніндзя».
12 березня 2009 року Чак Лоррі удостоївся зірки на Голлівудській «Алеї Слави».
17 травня 2009 року Лоррі отримав ступінь «Honorary Doctoral Degree for Humane Letters» Університету штату Нью-Йорк у Потсдамі і виступив з урочистою промовою перед випускниками.

## Картки марнославства
В кінці майже кожної серії «Дарми і Грега», «Двох з половиною людей» і «Теорії великого вибуху» можна побачити т. н. «картку марнославства» — відеокадр з текстом тривалістю в кілька секунд. Зазвичай це невелике есе, в якому Лоррі розповідає про чергове спостереження або відкриття з власного життя. Оскільки кадр триває лічені секунди, більшість глядачів, охочих прочитати текст до кінця, змушені ставити відео на паузу. Всі картки можна знайти і почитати на офіційному сайті [Архівовано 1 грудня 2008 у Wayback Machine.] автора.

## Основна фільмографія
- 1984 — «Поул-позишн» (англ. Pole Position)
- 1987—1990 — «Мої два тата» (англ. My Two Dads)
- 1990—1992 — «Розанна»
- 1992 — «Поворот Френні» (англ. Frannie's Turn)
- 1993—1998 — «Грейс у вогні» (англ. Grace Under Fire)
- 1995—1998 — «Сибилл»
- 1997—2002 — «Дарма і Грег»
- 2007 — «Гела у вогні» (пол. Hela w opalach)
- 2008 — «CSI: Місце злочину»
- 2003—2015 — «Два з половиною чоловіки»
- 2010—2016 — «Майк і Моллі»
- 2017—2018 — «Незв'язна» (англ. Disjointed)
- 2006—2019 — «Теорія великого вибуху»
- 2013—2021 — «Матуся»
- 2018—2021 — «Метод Комінськи»
- 2020—2022 — «Будь позитивним»
- 2021—2022 — «Сполучені штати Ела» (англ. United States of Al)
- 2019—2023 — «Боб кохає Абішолу»
- 2017—2023 — «Юний Шелдон»